# Златіца
Златіца (рум. Zlatița) — село у повіті Караш-Северін в Румунії. Входить до складу комуни Сокол.
Село розташоване на відстані 369 км на захід від Бухареста, 58 км на південний захід від Решиці, 101 км на південь від Тімішоари.

## Населення
За даними перепису населення 2002 року у селі проживали 723 особи.
Національний склад населення села:
| Національність | Кількість осіб | Відсоток |
| -------------- | -------------- | -------- |
| румуни         | 340            | 47,0%    |
| серби          | 253            | 35,0%    |
| чехи           | 103            | 14,2%    |
| цигани         | 14             | 1,9%     |
| німці          | 5              | 0,7%     |

Рідною мовою назвали:
| Мова      | Кількість осіб | Відсоток |
| --------- | -------------- | -------- |
| румунська | 362            | 50,1%    |
| сербська  | 251            | 34,7%    |
| чеська    | 106            | 14,7%    |